# El Retén
El Retén es un municipio del departamento del Magdalena, al norte de Colombia. Fue creado el 3 de mayo de 1690.

## Vías de comunicación
Terrestres: la vía que comunica a El Retén con la troncal de Oriente y la cabecera municipal tiene una longitud de diez km y se encuentra en buen estado. Los caminos que comunican a El Retén con las veredas El Bongo, Zacapa y La Colombia, zona donde se ubica gran parte de la producción agrícola, se encuentran en condiciones transitables.
El Municipio de El Retén cuenta con un sistema de transporte intermunicipal compuesto por 48 busetas. Estas cubren la ruta El Retén - Aracataca - Fundación, tienen turnos establecidos para salir cada quince minutos, además hay una (1) corregimiento que cuenta con un carro mixto para el transporte de carga y pasajeros, es el corregimiento de El Bongo en la cual se estableció la salida del carro dos veces al día.
Los habitantes de El Retén se transportan por lo general a las veredas en motocicletas, camiones, bestias, bicicletas o en tractores de las fincas que salen hacia las veredas, en las horas de la madrugada también son aprovechados los carros “lecheros” que se trasladan a muy tempranas horas a recoger la leche en las diferentes fincas del sector rural.
Fluviales: el municipio tiene como límites dos grandes ríos, al norte el río Aracataca y al sur, el río Fundación ambos nacen en la Sierra Nevada de Santa Marta y desembocan en la Ciénaga Grande.

## División Político-Administrativa
Además de su Cabecera municipal. El Retén tiene bajo su jurisdicción los siguientes Centros poblados:
- La Colombia
- La Polvorita
- Las Cabañitas
- Las Flores
- Paratebien (El Pleito)
- Salitre
- San José de Honduras
- San Sebastián del Bongo

## Historia
El Retén  fue fundado el 24 de junio de 1913 por el General Gregorio Garzon. El origen de la gente del Retén fue inicialmente en “El Bongo”, el pueblo lleva por nombre El Retén porque el General Gregorio Antonio Garzón Chacón a causa de que la gente que venía de El Bongo, Media Luna, Los Potreros, etc. llegaban y acampaban en El Ranchón de su propiedad. 
Por ese entonces pasaba un ferrocarril a recoger fruta desde Santa Marta, hasta un sector llamado Nicoya, el pueblo estaba rodeado de banano. En 1928 hubo una huelga de los trabajadores en la UNITED FRUIT COMPANY , a causa de los bajos salarios y el exceso de trabajo, a los trabajadores se les pagaba $ 1.20 y pedían $ 1.55 por jornal. Existía la Palma Amarga con la que se construían las casas e igualmente la Palma de Vino, existía el Roble que se sacaba para Barranquilla, además Naranjito, Guásimo, Ceiba Colorada, Canalete, Guayacán, Polvillo y el Carreto que se utilizaba para hacer los durmientes de la línea del ferrocarril. Entre los animales que se encontraban estaba el Zaíno, Maná, Guartinaja, Ñeque, Danta, Pato Picisía, Barraquete, Guacharaca y Ponche. Aparte del Banano se cultivaba Yuca, Maíz, Batata, Ñame, Millo, Auyama, Ajonjolí, Guineo cachaco o Cuatro filos y Frijol. Animales domésticos como el Mulo, Caballo, Bueyes mansos de sillón, Gallinas, Pavo, Pato, Puerco, Chivo, Carnero, Ovejo, Perro, Gato. El comercio se hacía aquí mismo en El Retén y con Aracataca, antiguamente (1915) con El Bongo Viejo. 
El profesor de entonces en la escuela se llamaba Cote Molina. Se construye el primer colegio que era mixto. En ese tiempo no existía atención médica, sino un farmacéutico llamado “Don Emilio” oriundo de Martinica el cual acertaba bastante. En 1934 vino otro practicante que se llamaba Roque de los Ríos Valle, también acertaba mucho. 
1.940 Terminó el tren y se hizo carretera por el trayecto del tren. El primer carro fue la chiva de Juancho Buchar que iba hasta Aracataca y regresaba al Retén. Luego vinieron las chivas de Humberto Daconte, que iban hasta Aracataca y Fundación , aquí recibían los pasajeros que venían en tren desde Santa Marta. En el mismo tiempo existía un telegrafista de apellido Vásquez que fue reemplazado por Joaquín Vega. 
En ese tiempo se crearon barrios nuevos como San Isidro, que albergaron personas que venían de Bolívar. En 1942 se sembraron las primeras arroceras y plantas de Algodón y Ajonjolí, hacia 1950 y 1970 se sacaba bastante arroz (pilado) para Barranquilla, Valledupar y Santa Marta. En 1952 se sembró la primera Palma Africana que la trajo José Antonio Martínez más conocido como “Macoca” . En 1963 se creó el barrio San Miguel con gente de Bolívar, en 1958 se acabó la segunda bananera por esto hubo una crisis para los trabajadores y el banano sirvió para el sustento de las familias pobres. 
La primera policía vino en 1952, la que llamaban la “Chulavita” que perseguían a los liberales, bajo el mando de Laureano Gómez y en ese tiempo en el Retén la mayoría eran liberales los cuales se decían conservadores para evitar problemas. Los soldados se llevaban a los civiles para prestar el servicio militar, no había cura pero venía de Aracataca para las fiestas patronales que se hacían el 24 de junio, para bautizos, matrimonios y funerales. 
Además en el mismo tiempo se cogían Bocachicos grandes era muy abundante el Ponche y el Bagre. Existía maquinaria de varios tipos como FORD, OLIVER, MIXTON, MASSEY FERGUSSON, JOHN DEER, CASE, ( tractores ) que funcionaban algunas con Tractorina y otras con Gasolina Y ACPM. Hacia 1956 José Martínez trajo la primera Combinada.En 1953 se terminó de construir la iglesia San Juan Bautista, la campana era un riel de línea, y la inauguró el padre Angarita cuya devoción la trajo la familia Melo que vino de Ciénaga, en el mismo año se construyó el parque Central por parte de los españoles. En 1963 se crean los barrios Campomurcia y San Miguel con gente de Santana y Bolívar, en 1972 se desbordó el Río Fundación por la partidura del dique lo cual causó inundación a la mitad del pueblo, enfermedades, pérdida del ganado y se ahogó una niña que se halló enganchada en los alambres de las cercas. 
En 1.976 comenzó a funcionar el Colegio Cooperativo El Retén y en este mismo año se crea la cooperativa sucursal “COOAGRIMAG” , se dice la bonanza de la Marihuana porque El Retén era zona de embarque, algunos aprovecharon y cambiaron de situación económica, mientras que los campesinos fueron los más afectados por el alza de precio de los alimentos y el desplazamiento, hubo una generación de jóvenes que consumían marihuana y cocaína de los cuales muchos murieron otros fueron asesinados y otros se fueron. 
Hacia 1982 se hizo la Bocatoma para quitarle fuerza al Río Fundación, entre 1986 y 1987 comienza a funcionar el Acueducto. 
En 1982 se agudizó la violencia, se hacían caer los aviones en los playones de la Ciénaga Grande para robarles a los gringos los mataban y enterraban los aviones. Luego los narcotraficantes mataban a los campesinos por falsa información sobre la pérdida de las caletas que traían en carros y aviones. En 1988 mataron al profesor Euclides Lizarazo oriundo de El Bongo, el cual fue poeta e historiador y comulgaba con las ideas del profesor Luis Torres Mora, Lizarazo fundó la Defensa Civil, y fue el primer rector del Colegio Cooperativo El Retén.
En 1987 el retenero Fidel Bassa fue campeón mundial de boxeo, en el mismo año vino el primer canal de televisión RCN, por esta razón se hace famoso a nivel mundial El Retén. 
En 1.985 el retenero Jacobo Pérez Escobar fue gobernador del Magdalena, siendo abogado constitucionalista, bajo su gobierno se construye la Casa de la Cultura y el Parque San Miguel, en 1985 siendo tesorera de Aracataca Silvia R. de Villalobos presentó al comité Pro-desarrollo del Retén un informe de demostración sobre las bases legales de este mismo para convertirse en Municipio. 
En 1989 sale la primera promoción de bachilleres del Colegio Cooperativo El Retén, a comienzos de esta década se retira de la docencia pública la profesora Rita Hernández, es poeta, escritora e historiadora conocida comúnmente como “Seño Rita “ quien dio clases en El Retén durante 35 años. 
En 1990 Jacobo Pérez Escobar aspira a ser uno de los representantes de la Constituyente no siendo elegido, y en 1991 es nombrado Secretario General de la Constituyente. También en el mismo año aparecen por tercera vez las bananeras, trayendo como consecuencia la valorización de las tierras, la nivelación en el nivel de inflación desaparecen los cultivos más importantes como el arroz, aumentan los niveles de contaminación del medio ambiente a causa de las fumigaciones con avionetas, aparecen las enfermedades en los niños y adultos como las diarreas. Casi el 90 % de los trabajadores de las bananeras no son de El Retén generando desempleo y pobreza en la región. 
La gente del Retén se moviliza en 1993 para protestar por el cambio de la operadora local de TELECOM por una foránea, también se inicia el movimiento de promunicipalización liderado por Cristina Vega, primera alcaldesa. En 1996 este movimiento apoyado por el pueblo se toma la gobernación el 22 de marzo, para presionar por la presencia de los diputados en el segundo debate del proyecto “Retén - Municipio” que conformaría el cuórum para decidir el futuro del proyecto. El 3 de mayo de 1996 fue firmada la ordenanza, y el 28 de junio se dio el referéndum para ratificar la decisión del pueblo, el 22 de septiembre se dieron las primeras elecciones por decisión popular quedando elegida por mayor número de votos la primera alcaldesa, Cristina Vega Ospino. Posteriormente fue elegido alcalde el señor Ángel María Porras Céspedes quien paso su administración con más penas que con glorias. Este Gobierno como todos los que inician tuvo sus sinsabores y se pagó la novatada de los principiantes. 

## Geografía
El municipio de El Retén se encuentra ubicado en la subregión de la Sierra Nevada de Santa Marta, margen sur de la Ciénaga Grande a 74° 16 de longitud Oeste del meridiano de Greenwich, con una altura de 22 metros sobre nivel del mar. Limita al norte con los municipios de Aracataca y Pueblo Viejo, por el Sur con los municipios de Pivijay y Fundación, al este con el municipio de Aracataca y al oeste con los municipios de Pivijay y Remolino. Tiene una extensión de 251,414 kilómetros cuadrados equivalente al 1.09% del área del Departamento con 23,188 kilómetros cuadrados y al 3.16 % del área subregional. La distancia a la capital del Departamento Santa Marta, D. T. C. H. alcanza los 98 kilómetros, su recorrido se hace en una hora y quince minutos aproximadamente, esta distancia ha generado la influencia de la capital sobre el municipio de El Retén.

### Límites del municipio
Norte: con los municipios de Aracataca y Pueblo Viejo
Sur: con los municipios de Pivijay y Fundación
Este: con el municipio de Aracataca
Oeste: con los municipios de Pivijay y Remolino

### Hidrografía
El municipio tiene como límites dos grandes ríos, al norte el río Aracataca y al sur, el río Fundación ambos nacen en la Sierra Nevada de Santa Marta y desembocan en la Ciénaga Grande. Existen varios caños que atraviesan el municipio, originados de la desviación de los ríos mencionados anteriormente para riegos de cultivos y en la medida que se acercan a desembocar en la Ciénaga Grande pierden su cauce principalmente, durante el primer semestre del año contrario a lo que ocurre en el segundo semestre, donde aumenta el aporte del agua como consecuencia de la época del invierno. En tiempos secos como marzo y abril, el flujo de agua salada sobrepasa el flujo de agua dulce y una cuña salina logra penetrar por la boca de estos principales ríos. En épocas muy secas la cuña salina sube de 7 a 10 kilómetros por el cauce del río Aracataca y de 3 a 5 kilómetros por el río Fundación. Dado el complejo patrón de flujo de agua y su variación estacional se identifican dos condiciones en los cuerpos del agua presentes en el municipio. Uno en el sector ubicado en cercanías a la Ciénaga Grande la cual presenta en épocas de lluvia una concentración salina baja (de 0 a 5 partes por mil) y en épocas secas, aguas con salinidades entre 5 y 18 partes por mil. El otro sector que comprende el resto del municipio presenta una concentración salina baja, de 0 a 5 partes por mil.

### Ecología
La explotación de árboles y arbustos nativos con el propósito de obtener leña y producir carbón es uno de los problemas ambientales más evidentes en el Municipio. Esta problemática ha contribuido a la disminución de grandes extensiones de bosques lo cual ha generado un deterioro en ecosistemas frágiles presentes en el Municipio. En una buena parte de la población y algunas veredas, al no contar con los servicios de energía eléctrica o de gas propano o domiciliario, ven en la vegetación la fuente o recurso de combustión necesarios para sus quehaceres domésticos.

### Contaminación
La principal fuente de contaminación existente es la generada por la actividad agrícola desarrollada (cultivos de palma africana, banano y arroz), y la carencia de un sistema de recolección de excretas que contribuye en menor proporción a la polución de las fuentes de agua en el Municipio.
El uso de agroquímicos, para control de plagas, malezas y fertilización de cultivos en la mayoría de los cultivos, es realizada de manera indiscriminada, ocasionando la contaminación de fuentes de agua principalmente, y del aire debido a la falta de prevención alguna en las formas de aplicación y en la disposición final de residuos.
Las extractoras de aceite de palma africana, ubicadas en algunas fincas palmeras del territorio municipal generan la descarga de materiales orgánicos en volúmenes considerables en las corrientes de agua, ocasionando una alta contaminación, putrefacción de las aguas, etc. Cabe anotar que en época de verano, debido a la poca cantidad de agua en los canales, estas sustancias se compactan, taponándolos y dando lugar a la emisión de fuertes olores.	
Es frecuente encontrar todo tipo de desechos flotando por la principal fuente de abastecimiento de agua y lugar de recreación de la población, el río Fundación; en parte por la falta de un sistema de recolección de basuras, de un relleno sanitario y de concientización de los habitantes del lugar, entre otros.

## Economía
El Retén se caracteriza por ser un Municipio de vocación agrícola, con una extensión de 25.881 ha aproximadamente (calculado por el S.I.G.), de las cuales el 38,60% están destinadas a la rotación de cultivos, es decir, 4.992 ha donde se pueden encontrar, a través de diferentes épocas, una rotación entre cultivos y pastizales destinado parcialmente al cultivo del arroz. El cultivo del arroz bajó en estos últimos años; debido a que los campesinos y empresarios de la región están cultivando con más frecuencia palma africana por ser más rentable a mediano y largo plazo. Los cultivos de palma africana aumentaron en estos últimos año y en banano existe un total de 9.411 hectáreas sembradas en el Municipio. Se encuentra una extensión de bosques, aproximadamente 4.397 ha, que pueden ser considerados reductos de bosques nativos de la zona. Normalmente están ligados a las corrientes de agua como canales, ríos o arroyos, por lo tanto pueden ser considerados bosques de galería. Sobresalen especies arbóreas de gran tamaño como el campano, la ceiba blanca y el roble rosado, entre otros. Existe una extensión boscosa xerofítica de 2.727 ha, ligada a suelos salinos, donde se encuentran especies representantes de palmiche y trupillo. A nivel del suelo se encuentra Batís marítima, lo que evidencia la salinización del suelo en esa área. El rastrojo ocupa un área aproximada de 2.042 ha, donde se observa por su tamaño y densidad, que han estado desarrollándose durante muchos años, sin haberse presentado en ella algún tipo de actividad agrícola reciente. Ligada al cauce del río Fundación y en la margen sur-oriental de la Ciénaga Grande, se encuentran 1.362 ha de manglares.

## Recursos vegetales
La explotación de árboles y arbustos nativos con el propósito de obtener leña y producir carbón es uno de los problemas ambientales más evidentes en el Municipio. Esta problemática ha contribuido a la disminución de grandes extensiones de bosques lo cual ha generado un deterioro en ecosistemas frágiles presentes en el Municipio. En una buena parte de la población y algunas veredas, al no contar con los servicios de energía eléctrica o de gas propano o domiciliario, ven en la vegetación la fuente o recurso de combustión necesarios para sus quehaceres domésticos.

## Economía
Se establece que el mayor uso del suelo se refiere al residencial,  el cual es compartido por actividades menores (Tiendas).  En segundo lugar, le sigue el Uso Comercial y de Servicios; y en tercer orden el Uso Institucional.
No se presenta actividad Agroindustrial, ni Microempresarias en la cabecera urbana, los establecimientos comerciales se clasifican de la siguiente manera: depósitos de víveres y abarrotes, misceláneas, confecciones, droguerías, librerías y papelerías, insumos agrícolas y pecuarios, expendios de gasolina, expendios de carne, ebanistería, expendios de gas. El sector servicios se destacan los restaurantes, salones de bellezas, fuentes de soda, billares, y talleres de mecánica.
D-La economía del Municipio de El Reten se encuentra regida principalmente por la actividad relacionada con la explotación agropecuaria en cuanto a lo que tiene que ver con la agricultura de cultivos permanentes como la Palma de Aceite y el Banano, de igual forma el cultivo de Arroz, la población percibe ingresos de la explotación agropecuaria de cultivos en menor escala como Yuca, Maíz, Ahuyama, Frijol, Patilla, Melón y últimamente se viene realizando plantaciones de Frutales, especialmente de Cítricos. Desde un punto de vista pecuario, el ganado bovino, esta actividad se desarrolla desde el doble propósito, es decir carne y leche, además sobresalen las actividades de cría porcina, equinas, ovinas y avícolas, como también la cría de ganado, actualmente El Retén cuenta con supermercados de cadena como ARA, D1, ISIMO.

### Sector agropecuario

#### Sector Agrícola
El Municipio de El Retén tiene una dependencia histórica y estructural de la actividad agropecuaria, con 8.092 ha sembradas en cultivos permanentes de palma africana y el banano que generan la mayor parte de los empleos e ingresos de la población. Los cultivos transitorios como la yuca, fríjol, cacao, y plátano, ocupan 631 hectáreas y es desarrollada por parte de campesinos minifundistas y sirven de base alimentaría de la misma comunidad.

#### Sector Pecuario
La ganadería es de tipo extensiva, predomina el ganado criollo y cruzado con Cebú. También se encuentran especies menores como porcinos y aves, por lo general la cría de estas especies son para el consumo. El uso del suelo en el sector ganadero es apenas del 1,12%.

### Sector agroindustrial
Existe en el Municipio una extractora de aceite, donde se realiza el primer proceso industrial, para ser llevado a las ciudades de Ciénaga y Barranquilla para su refinación y embotellamiento También existe una procesadora de arroz.

### Pesca
Es de tipo artesanal y con bajo volumen de producción. Las principales especies son: cachama, bocachico, lisa y sábalo que se pescan en la Ciénaga Grande, el río Fundación y cultivos en estanques piscícolas de los corregimientos La Guajirita y Honduras.
SECTOR MICROEMPRESARIAL
No existe un censo que suministre información sobre organizaciones de microempresarios, características ni condiciones de operación en el municipio. Sin embargo, es de destacar a nivel local la actividad famiempresarial, en las ladrilleras, de la Colombia, la Polvorita y las Flores.

## Servicios
Esta actividad está conformada principalmente por: 
Gobierno Municipal: la administración con los recursos que dispone gestiona y resuelve las principales necesidades de la población en los diferentes sectores de inversión social y de servicios.
Salud. la principal institución de salud es el Hospital San Juan Bautista, que es del primer nivel de atención y cuenta con 22 trabajadores de nómina y 17 de contrato, para un total de 39. Presta todos los servicios de primer nivel de atención.
Educación. este servicio se presta en 28 establecimientos que atienden 5747 estudiantes, en los cuales están vinculados 213 docentes.
Financiero. en el municipio no existen entidades bancarias, esta actividad se realiza en Aracataca y Fundación.
Transporte. Están conformados en una cooperativa de trabajo asociado, que lleva por nombre Cooperativa de Transporte del Retén “COOTRAR”. Su modalidad de trabajo ante el ministerio de transporte es de operación nacional, cuentan con 23 vehículos  (entre busetas y microbuses), la ruta más común es Retén  - Aracataca – Fundación y viceversa. Emplean a 28 personas entre ellas 23 conductores-socios de la cooperativa.

### Servicios públicos
- Energía Eléctrica: Air-e, del grupo EPM, es la empresa prestadora del servicio de energía eléctrica.
- Gas Natural: Gases del Caribe es la empresa distribuidora y comercializadora de gas natural en el municipio.